# 1680
Епоха великих географічних відкриттів •  Перша наукова революція • Річ Посполита •  Запорозька Січ •  Руїна

## Геополітична ситуація
Османську імперію очолює Мехмед IV (до 1687). Під владою османського султана перебувають Близький Схід та Єгипет, Середземноморське узбережжя Північної Африки, частина Закавказзя, значні території в Європі: Греція, Болгарія та Сербія. Васалами османів є Волощина та Молдова.
Священна Римська імперія — наймогутніша держава Європи. Її територія охоплює, крім німецьких земель, Угорщину з Хорватією, Богемію, Північну Італію. Її імператор — Леопольд I Габсбург (до 1705).
Габсбург Карл II Зачарований є королем Іспанії (до 1700). Йому належать Іспанські Нідерланди, південь Італії, Нова Іспанія, Нова Гранада та Нова Кастилія в Америці, Філіппіни. Королем Португалії формально є Альфонсу VI при регентстві молодшого брата Педру II. Португалія має володіння в Бразилії, в Африці, в Індії, в Індійському океані й Індонезії.
Північ Нідерландів займає Республіка Об'єднаних провінцій. Вона має колонії в Північній Америці, Індонезії, на Формозі та на Цейлоні. Король Франції — Людовик XIV (до 1715). Франція має колонії в Північній Америці. Король Англії — Карл II Стюарт (до 1685). Англія має колонії в Північній Америці, на Карибах та в Індії. Король Данії та Норвегії — Кристіан V (до 1699), король Швеції — Карл XI (до 1697). На Апеннінському півострові незалежні Венеціанська республіка та Папська область. Король Речі Посполитої — Ян III Собеський (до 1696). Царем Московії є Федір Олексійович (до 1682).
Україну розділено по Дніпру між Річчю Посполитою та Московією. Діють два гетьмани: Юрій Хмельницький на Правобережжі, Іван Самойлович на Лівобережжі. На півдні України існує Запорозька Січ. Існують Кримське ханство, Ногайська орда.
В Ірані правлять Сефевіди.
Значними державами Індостану є Імперія Великих Моголів, в якій править Аурангзеб, Біджапурський султанат, султанат Голконда, Імперія Маратха. В Китаї править Династія Цін. У Японії триває період Едо.

## Події

### В Україні
- Після смерті Івана Сірка кошовим отаманом Запорозької Січі обрано Івана Стягайла.

### У світі
- В Англії триває конфлікт щодо успадкування трону католиком Яковом Йоркським, братом чинного короля Карла II. У верхній палаті англійського парламенту сформувалися дві партії — торі та віґи. Партія віґів об'єднала заможне купецтво і пов'язаних з ними аристократів, а в партії торі провідне положення здобули представники земельної аристократії і англіканського духовенства.
- У Швеції відбулася Велика редукція — корона повернула собі землі, даровані знаті. У країні встановилася абсолютна монархія.
- Засновано місто Карлскруна, і туди було переведено шведський флот.
- В Америці спалахнуло повстання пуебло. Індіанці пуебло захопили в іспанців місто Санта-Фе.
- Після смерті засновника Імперії Маратха Шиваджі боротьбу за престол виграв його син Самбхаджі.
- Португалія призначила першого губернатора Макао.
- Засновано Кубинське ханство.

### Наука і культура
- У Парижі відкрився державний театр Комеді-Франсез.
- 14 листопада вперше спостерігалася Велика комета 1680 року.
- В Америці вперше документально зафіксовано торнадо, що стало причиною смерті слуги в місті Кембридж.

## Народились
див. також Категорія:Народились 1680

## Померли
див. також Категорія:Померли 1680
- 15 лютого — Ян Сваммердам, голландський фізіолог, який відкрив червоні кров'яні тіла
- 4 квітня — у місті Райгар (сучасний штат Мадх'я-Прадеш) у віці 53 років помер індуїстський правитель Шиваджі.
- 11 серпня — Іван Сірко, запорізький кошовий отаман, його ім'ям підписаний знаменитий лист запорожців османському султану.
- 28 листопада — в Римі на 82-му році життя помер Лоренцо Берніні, італійський архітектор, скульптор і художник.